# Baie Aviron
Pour les articles homonymes, voir Aviron.
La baie Aviron (en anglais : Aviron Bay) est une baie située au sud de l'île de Terre-Neuve. 

## Géographie
La baie Aviron s'ouvre sur la côte méridionale de l'île de Terre-Neuve et le golfe du Saint-Laurent. La baie Aviron s'enfonce en profondeur à l'intérieur des terres. Elle a une excroissance sur sa rive occidentale qui forme une petite baie dénommée baie Cul de Sac. La baie s'ouvre sur la mer au niveau de la localité de Cape La Hune. L'île Aviron s'élève à l'entrée de cette baie.
La baie Aviron est située à une soixantaine de kilomètres au Nord des îles françaises de Saint-Pierre et Miquelon.

## Histoire
Ce lieu fut habité autrefois par les Amérindiens de la Nation Beothuk. 
Les Marins-pêcheurs basques, bretons et normands arpentèrent cette région lors de leurs campagnes de pêches à la morue et aux baleines. Ils ont dénommé cette baie "aviron" en raison de l'utilisation des rames par les pêcheurs et les autochtones lors de leur navigation sur diverses embarcations légères de type canoé, canot ou voiliers.